# Cryptie

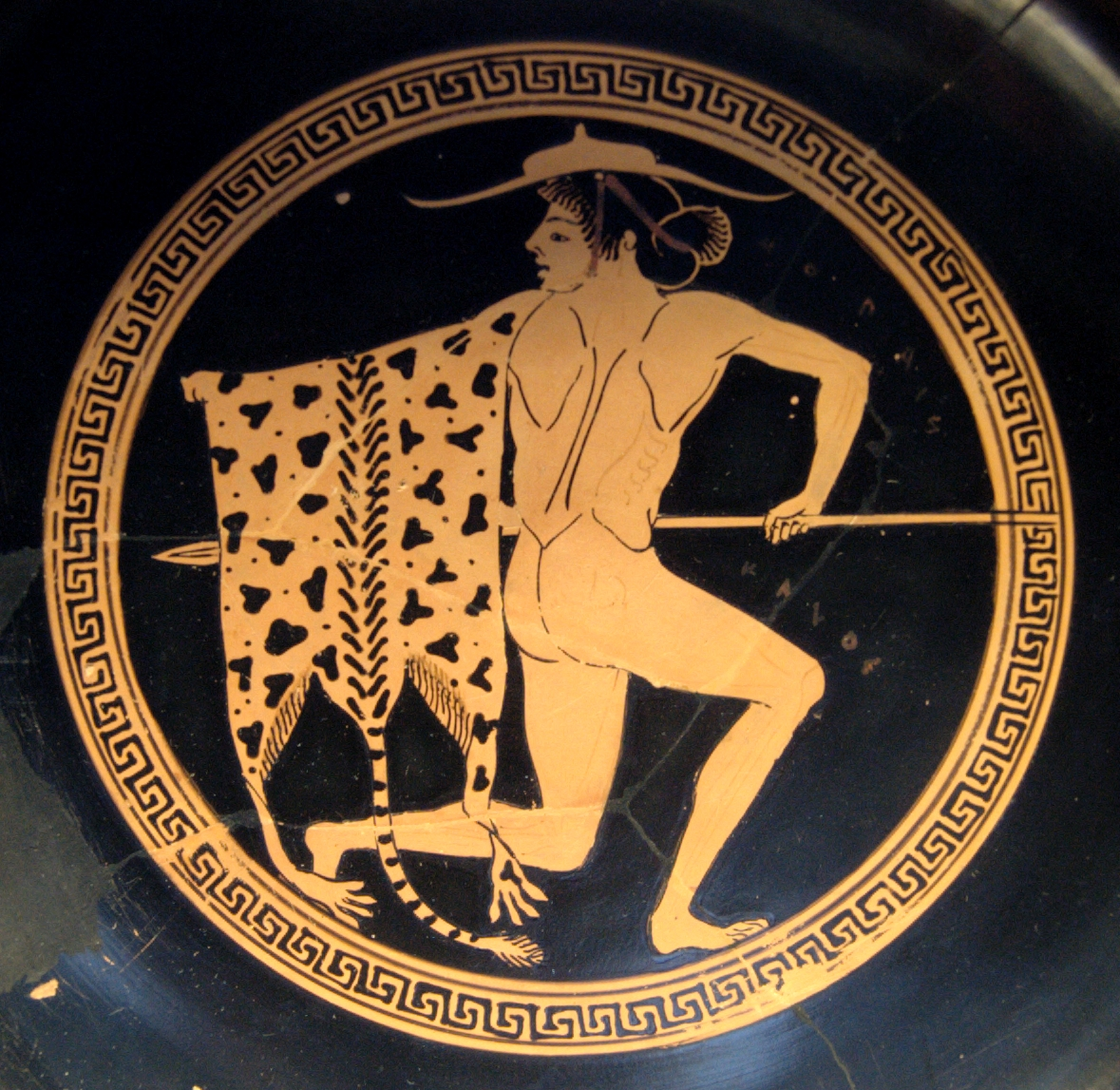
Jeune homme avec une lance, un pétase et une peau de léopard sur un bras. Coupe d'Onésimos, Staatliche Antikensammlungen de Munich.

La cryptie (en grec ancien κρυπτεία / krupteía, κρὐπτεια / krúpteia ou κρυπτή / kruptế, formé sur le verbe κρύπτω / kruptô, « cacher, se cacher, dissimuler ») est une ancienne institution d'État spartiate impliquant de jeunes hommes spartiates.
L'historiographie n'a pas encore déterminé avec précision sa nature et ses objectifs. Ils font toujours l'objet de discussions et de débats entre les historiens.

## Histoire
Certains jeunes spartiates qui avaient réussi leur formation à l'agogé si brillamment qu'ils étaient repérés comme de potentiels futurs meneurs auraient eu la possibilité de vérifier leurs compétences et de se montrer dignes de la politique spartiate en participant à la cryptie.
Chaque automne, selon Plutarque, les éphores spartiates déclaraient pro forma la guerre à la population hilote, afin que tout citoyen spartiate puisse tuer un hilote sans s'exposer à sanction. La nuit, les kryptoi choisis (κρύπτoι, participants à la krypteia) sont alors envoyés à la campagne, munis uniquement d'un couteau et de la nourriture indispensable, pieds nus et sans vêtements chauds, avec pour instructions de tuer tout hilote qu'ils rencontrent et de prendre toute la nourriture dont ils ont besoin. Les kryptoi s'infiltrent dans les villages hilotes et la campagne environnante, espionnant cette population servile. On leur donne spécifiquement comme consigne de tuer les plus puissants et les meilleurs des hilotes ; des hilotes gênants peuvent être exécutés sommairement.
Les Lacédémoniens estimaient que seuls les Spartiates passés par la cryptie  et ayant ainsi montré jeunes leur volonté et leur capacité de tuer pour l'État étaient dignes d'atteindre ultérieurement les plus hauts rangs de la société et de l'armée spartiates.
Les vainqueurs intégraient peut-être les hippeis, l'élite de l'armée civique, mais cela n'est pas certain.
Il est certain en revanche que tous ne réussissaient pas l'épreuve : le scholiaste de Platon indique bien qu'« on châtiait ceux qui avaient été vus quelque part ».
La cryptie figure parmi les pratiques spartiates les plus connues, mais son importance réelle doit être relativisée : elle n'occupe qu'une place secondaire dans le système éducatif et ne concerne qu'un nombre limité de jeunes gens. Du fait de sources divergentes, voire contradictoires, sa véritable nature est sujette à discussion parmi les historiens.

## Des témoignages divergents
La cryptie est évoquée par cinq sources antiques relativement tardives, puisque la plus ancienne remonte au IVe siècle av. J.-C. : d'un passage de Platon, une scholie (commentaire) de ce même passage, un passage de Plutarque faisant référence à Aristote, un fragment d'Héraclide de Lembos faisant également référence à Aristote, préservé par le grammairien Athénée (IIe - IIIe siècles), un passage de Plutarque faisant référence à Phylarque.
D'autres textes en ont été rapprochés : un papyrus fragmentaire du British Museum (no 187) et un passage de Justin. Le premier évoque un mode de vie à la dure rappelant celui des kryptes, mais les jeunes concernés doivent accomplir des travaux de terrassement et leur mission dure deux ans. La fin du fragment cite « Agésilas le Spartiate » ; il paraît donc exclu que les propos précédents portent effectivement sur Sparte. Selon le second, Lycurgue institue une retraite des enfants devenus pubères à la campagne où ils mènent une vie austère, ne rentrant à la ville qu'une fois adultes. Vu la classe d'âge concernée, il s'agit plutôt d'une dramatisation de l'agôgê plutôt que d'une évocation de la cryptie.
Les textes ne s'accordent pas sur le caractère solitaire ou non de l'épreuve, ni sur son niveau de sévérité (avec ou sans vivres). Compte tenu de la difficulté de l'expérience, elle est probablement réservée aux jeunes gens les plus aguerris.

## Sources

### Platon
Dans Les Lois de Platon, le Spartiate Mégillos énumère les différents types de vertus pratiquées dans sa cité. Après les repas en commun — les syssities — la pratique de la gymnastique et la chasse, il cite « l'endurance à la douleur ». Parmi les exercices destinés à l'acquérir, il évoque les rixes, la fête religieuse des Gymnopédies et la cryptie :

« Il y a aussi ce qu'on appelle la cryptie, exercice prodigieusement pénible et propre à donner de l'endurance, et l'habitude d'aller nu-pieds et de coucher sans couverture en hiver, celle de se servir soi-même sans recourir à des esclaves, d'errer la nuit comme le jour à travers tout le pays, »

Mégillos se borne à souligner la difficulté de l'épreuve, sans entrer davantage dans ses caractéristiques (durée, public concerné, etc.). Rien n'interdit d'en déduire que la cryptie est un exercice obligatoire pour tous les jeunes gens, à l'instar du service militaire moderne. Cela paraît néanmoins peu probable, Xénophon ne l'évoque pas.

### Scholiaste de Platon
Une scholie du passage de Platon insiste avant tout sur l'aspect éprouvant et solitaire de l'épreuve :

« On envoyait un jeune hors de la ville, avec consigne de ne pas être vu pendant tel laps de temps. Il était donc forcé de vivre en parcourant les montagnes, en ne dormant que d'un œil, afin de ne pas être pris, sans avoir recours à des serviteurs ni emporter de provisions. C'était aussi une autre forme d'exercice pour la guerre, car on envoyait chaque jeune homme nu, en lui enjoignant d'errer toute une année à l'extérieur, et de se nourrir à l'aide de rapines et d'expédients semblables, cela de manière à n'être visible pour personne. C'est pourquoi on l'appelait kryptie : car on châtiait ceux qui avaient été vus quelque part. »

### Aristote et Plutarque
Héraclide Lembos rapporte un fragment d'Aristote décrivant des expéditions en armes pour tuer les Hilotes :

« On dit que [Lycurgue] introduisit aussi la cryptie, lors de laquelle, encore maintenant, on sort de la ville pour se cacher le jour, et, la nuit, en armes (…) et massacrer autant d'Hilotes qu'il convient. »

De même, Plutarque rattache à Aristote la description suivante :

« Dans tout cela, on ne trouve aucune trace de l'injustice ou de l'arrogance que certains reprochent aux lois de Lycurgue, en disant qu'elles sont propres à inspirer le courage, mais laissent à désirer en ce qui concerne la justice. C'est peut-être ce qu'on appelle chez eux la « cryptie », s'il s'agit vraiment, comme l'affirme Aristote, d'une institution de Lycurgue, qui aurait inspiré à Platon lui-même ce jugement sur la constitution et sur Lycurgue. Voilà en quoi consistait la cryptie. Les chefs envoyaient de temps à autre les jeunes qui leur semblaient les plus intelligents dans différents endroits du pays : on ne leur donnait rien, sauf des poignards et des vivres. Le jour, ils se dispersaient dans des endroits secrets et y demeuraient cachés sans bouger ; la nuit, ils descendaient sur les routes et ils égorgeaient les Hilotes qu'ils pouvaient capturer. Souvent aussi ils parcouraient les champs et tuaient les plus robustes et les plus forts. Dans sa Guerre du Péloponnèse, Thucydide raconte que des Hilotes furent sélectionnés par les Spartiates pour leur bravoure ; ils se crurent devenus des hommes libres, se couronnèrent et firent le tour des sanctuaires ; mais peu de temps après, ils avaient tous disparu, alors qu'ils étaient plus de deux mille ; personne, ni sur le moment ni par la suite, ne put dire comment ils avaient péri. Aristote affirme même qu'à leur entrée en fonction, les éphores déclaraient la guerre aux Hilotes, afin que ce ne fût pas un sacrilège de les tuer. »

Plutarque ne cite explicitement Aristote qu'à deux endroits, l'attribution de la cryptie à Lycurgue et la déclaration de guerre annuelle ; il semble résumer une section consacrée à cette institution dans la Constitution des Lacédémoniens. Certains éléments de sa description semblent renvoyer à des préoccupations personnelles : la défense de Lycurgue, l'idée que Platon ait concentré sa critique de l'éducation spartiate sur la cryptie et le lien entre le massacre des 2 000 Hilotes et la cryptie. Sur les autres points, comme pour le texte d'Héraclide Lembos, il est difficile de savoir ce qui peut être rattaché à Aristote et ce qui est un apport de l'auteur.

### Phylarque
Plutarque note à propos de la bataille de Sellasia (-222) :

« Phylarchos, d'autre part, affirme qu'une trahison fut la principale cause de la défaite de Cléomène. (…) Il appela Damotélès, le chef de la cryptie, et lui ordonna d'aller voir et examiner ce qui se passait à l'arrière et autour des lignes. »

Divers érudits ont spéculé sur la signification de la présence et sur la fonction de la cryptie sur le champ de bataille, l'interprétant comme une unité de reconnaissance, d'opérations spéciales, ou même une force de police militaire.
Phylarque présente ici la cryptie non comme un exercice, mais comme un corps d'éclaireurs, probablement composé de néoi, c'est-à-dire de jeunes gens, comme il en existe dans d'autres cités grecques à la même époque.

## Interprétations

### Un rite d'initiation
L'opinion commune place l'origine de la cryptie dans les rites initiatiques archaïques (cf. les approches ethnologiques des historiens Jeanmaire, Ducat et Vidal-Naquet).
C'était une épreuve de l'initiation spartiate, durant laquelle les jeunes gens vivent solitaires dans la campagne, survivant par leurs propres moyens.
La cryptie constitue un rituel d'inversion : avant de s'intégrer dans la polis, modèle spartiate de la cité-État, le jeune Lacédémonien doit passer par le contraire de la vie civique ordonnée.  
Henri Jeanmaire y voit un rite d'initiation comparable à ceux existant dans les sociétés secrètes : hommes-loups et hommes panthères d'Afrique subsaharienne. Il observe ainsi que « toute l'histoire militaire de Sparte proteste contre l'idée de faire de l’hoplite spartiate un rampeur de brousse, un grimpeur de rochers et de murailles». Pierre Vidal-Naquet retourne cette remarque : selon lui, la cryptie n'est pas étrangère à la vie des hoplites, mais son exact contraire.
- le crypte est nu ou faiblement armé, l'hoplite l'est lourdement ;
- le crypte vit seul ou presque, l'hoplite est membre de la phalange ;
- le crypte mange ce qu'il trouve, l'hoplite participe aux syssities (banquets obligatoires) ;
- le crypte vit dans la montagne, l'hoplite dans la plaine ;
- le crypte vit la nuit, l'hoplite le jour ;
- le crypte tue par ruse en embuscade, l'hoplite est un combattant loyal, etc.

De ce point de vue, la cryptie peut être rattachée à la notion, dégagée par Arnold van Gennep, de rite de passage en trois phases successives : exclusion, inversion, intégration ; le jeune initié est de fait exclu du groupe auquel il appartient, amené à vivre dans les conditions inverses de celles qui seront les siennes en tant que citoyen, puis, citoyen de plein droit, intégré à la communauté adulte. Pierre Vidal-Naquet rapproche également la cryptie de l'enlèvement pédérastique du jeune Crétois, amené par son amant à la campagne, dans l'isolement, pour chasser.

### Force d'asservissement des Hilotes
Certains chercheurs (comme Henri-Alexandre Wallon) considèrent la Krypteia comme une sorte de police secrète et de force de sécurité de l'État organisée par la classe dirigeante de Sparte, dont le but était de terroriser la population d'hilotes serviles.
Selon Paul Cartledge, cette pratique aurait été mise en place pour prévenir la menace d'une rébellion des hilotes et pour contrôler leur population. La mission des kryptoi était d'empêcher et de réprimer les troubles et la rébellion. Cette répression brutale des hilotes permettait à l'élite spartiate de contrôler avec succès la population agraire servile et de se consacrer à la pratique militaire. Cela peut également avoir contribué à la réputation de furtivité des Spartiates, dans la mesure où un kryptēs (κρύπτης) qui se faisait repérer était puni par le fouet.

### Formation militaire
D'autres chercheurs (dont Hermann Köchly et Wilhelm Wachsmuth) croient qu'il s'agit d'une forme d'entraînement militaire, semblable à l'éphébie athénienne.
Il y a eu à maintes reprises des tentatives de recherche pour combiner ces deux versions. Cartledge y voit une formation militaire originale à la dure, qui a ensuite été institutionnalisée par la déclaration annuelle de guerre aux Hilotes.
Pour Platon, la cryptie est un entraînement militaire de résistance qui comprend des épreuves telles que marcher pieds nus en hiver, dormir sur des sols nus, endurer des douleurs, etc.
Edmond Lévy, en 1988, distingue deux étapes dans la cryptie : tout d'abord une sélection, puis une utilisation des cryptes, ceux qui ont réussi, contre les Hilotes, voire à la guerre : Plutarque mentionne dans sa Vie de Cléomène des éclaireurs cryptes lors de la bataille de Sellasia. L’objectif de l'épreuve est également peu clair. Le scholiaste de Platon en fait un entraînement à la vie militaire. Koechly (1835) et Wachsmuth (1844) ont pu rapprocher ainsi la cryptie des peripoles athéniens.